# 加拿大原住民
加拿大原住民指在《1982年憲法法令》第25和35节中所认定的原住民族群，分別是第一民族、因纽特人以及梅蒂人。
根据2006年的人口普查，加拿大总人口超过33,570,000人，其中包含3.8%的原住民人口。这些人中有698,025名第一民族子嗣，389,785名梅蒂斯人和50,485名因纽特人。加拿大的原住民代表組織包含原住民国族联合议会、原住民族国会、因纽特团结组织、梅蒂斯部族议会、加拿大原住民妇女协会和全国原住民友谊中心协会（National Association of Native Friendship Centres）。在做为当地原住民的意见代表上，某些人並不认可他們。那些当地人比较倾向依赖自己的传统律法以及管理，並且依传统法規行事。
一些原住民宣称他們的主权从未消失过，并且聲稱，在1982年加拿大宪政法案第25节提到的《1763年英皇文告》、英属北美法令及加拿大和英国於1969年签署的《维也纳條約法公约》全部支持这一说法。
皇家原住民委员会是一个在1990年代，由加拿大政府所掌管的重要委员会。它评判過去政府对于原住民族群的政策，比如寄宿學校，並且为政府提供提关于政策上的建议；然而，大部份皇家原住民族委員會提出的建议到目前為止都沒有被联邦政府採用。
在加拿大就业平等法之下和加拿大统计局的定義，原住民族與女性、可見少數族裔和身心障礙者為四個指定的弱势族群。

## 原住民語

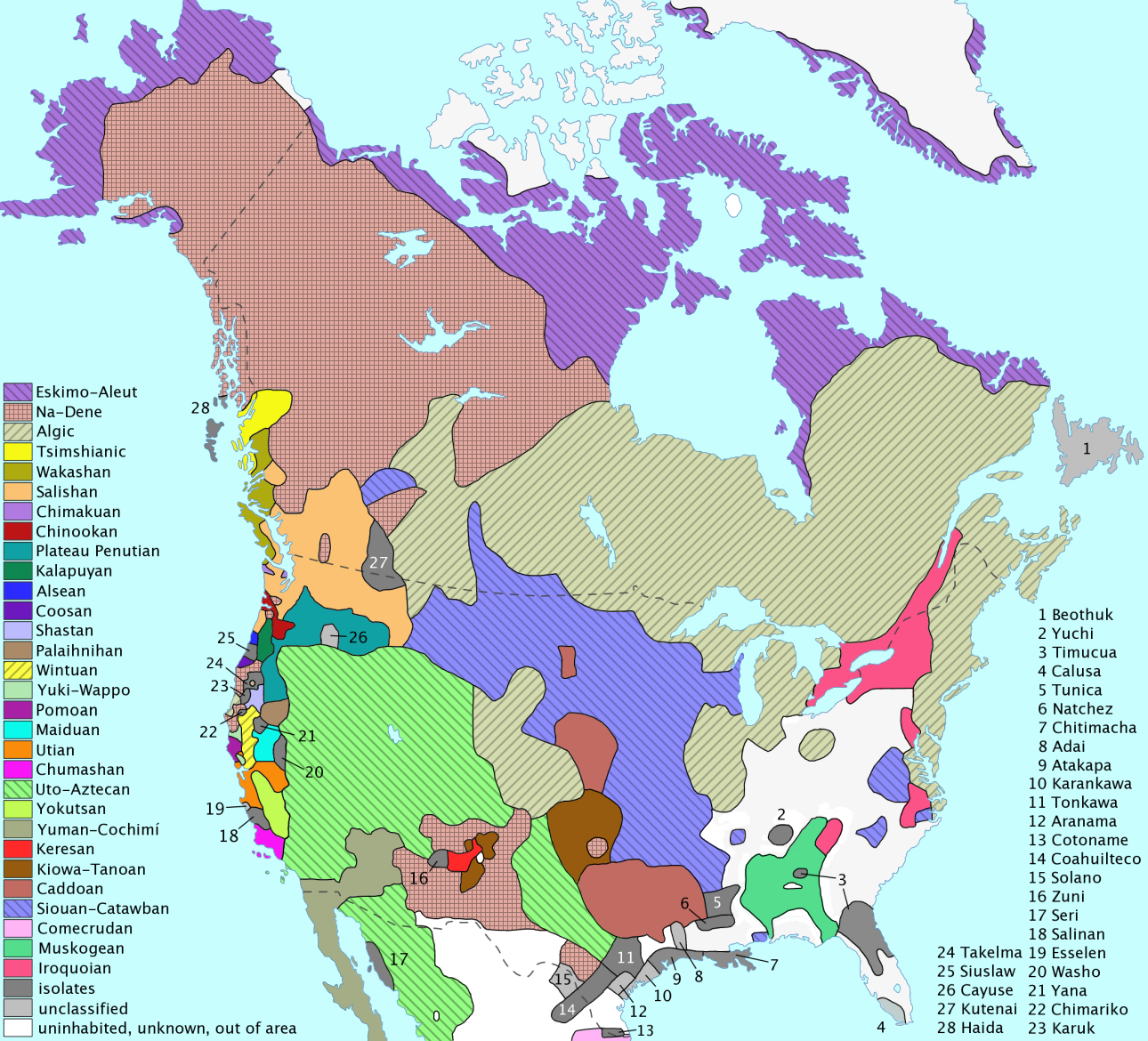
殖民时代前北美洲原住民語分布

目前原住民使用超過30種以上不同的語言，大多只在加拿大使用，但是日漸衰微。奧傑布瓦語和克里語，加起來共有15萬以上的使用者；伊努克提圖特語（Inuktitut），在西北地区、努納福特地區、努納維克地方（北魁北克）和努納齊亞福特地方（北拉布拉多）約有29,000名使用者；以及密卡茂語（Mi'kmaq），大約8,500名使用者，多在加拿大東部。
加拿大有兩個地區給予原住民語官方地位。在努納福特地區，伊努克提圖特語（Inuktitut）和Inuinnaqtun語與英文及法文皆是官方語言，而且伊努克提圖特語是政府機關的通用語言。在西北地区，官方語言法（Official Languages Act）承認11種官方語言：奇標揚語（Chipewyan）、克里語（Cree）、哥威迅語（Gwich'in）、Inuinnaqtun語、伊努克提圖特語（Inuktitut）、Inuvialuktun語、北斯拉維語（North Slavey）、南斯拉維語（South Slavey）、道格瑞普語（Tłįchǫ）、英語和法語，其他語言非政府通用語言；但其官方地位允許公民得要求以這些語言與政府接洽公務。

## 命名爭議
“印第安”這個字雖然在加拿大國會裡是合法的，但它的用法在外頭被認為是冒犯的。這個名稱上的混淆可以追溯到歐洲探險家克里斯多福‧哥倫布，他完全堅信了他發現一條到印度的新航路（當年哥倫布以為他到了東印度群島，所以將島的人命名為印第安，即印度人之意)。 它通常被引用於加拿大原住民的自我認同，但是他們從未接受他們的主權權利或者土地所有權的消失。
第一民族和第一國族曾經是同義字，並且偶爾會被美國當地原住民在聲援他們加拿大的親屬時，當作描述性術語來使用。

### 大寫化
政策的使用關於「Aboriginal」這個字的大寫化，從組織到組織間而有所不同。加拿大印地安及北方事務部建議這個名詞應該一直都要被大寫化，並且只能做為一個形容詞使用，不是名詞。並且在加拿大國會議事錄裡被大寫化，議會的手鈔本認為它反映了良好的加拿大英文風格。牛津加拿大詞典給大寫的「Aboriginal」作為中心詞詞條──意味著它代表著最普遍的加拿大的用法──而且提供小寫的「Aboriginal」作為一個不同的拼寫。

## 人口
| 第一民族 因努特 |

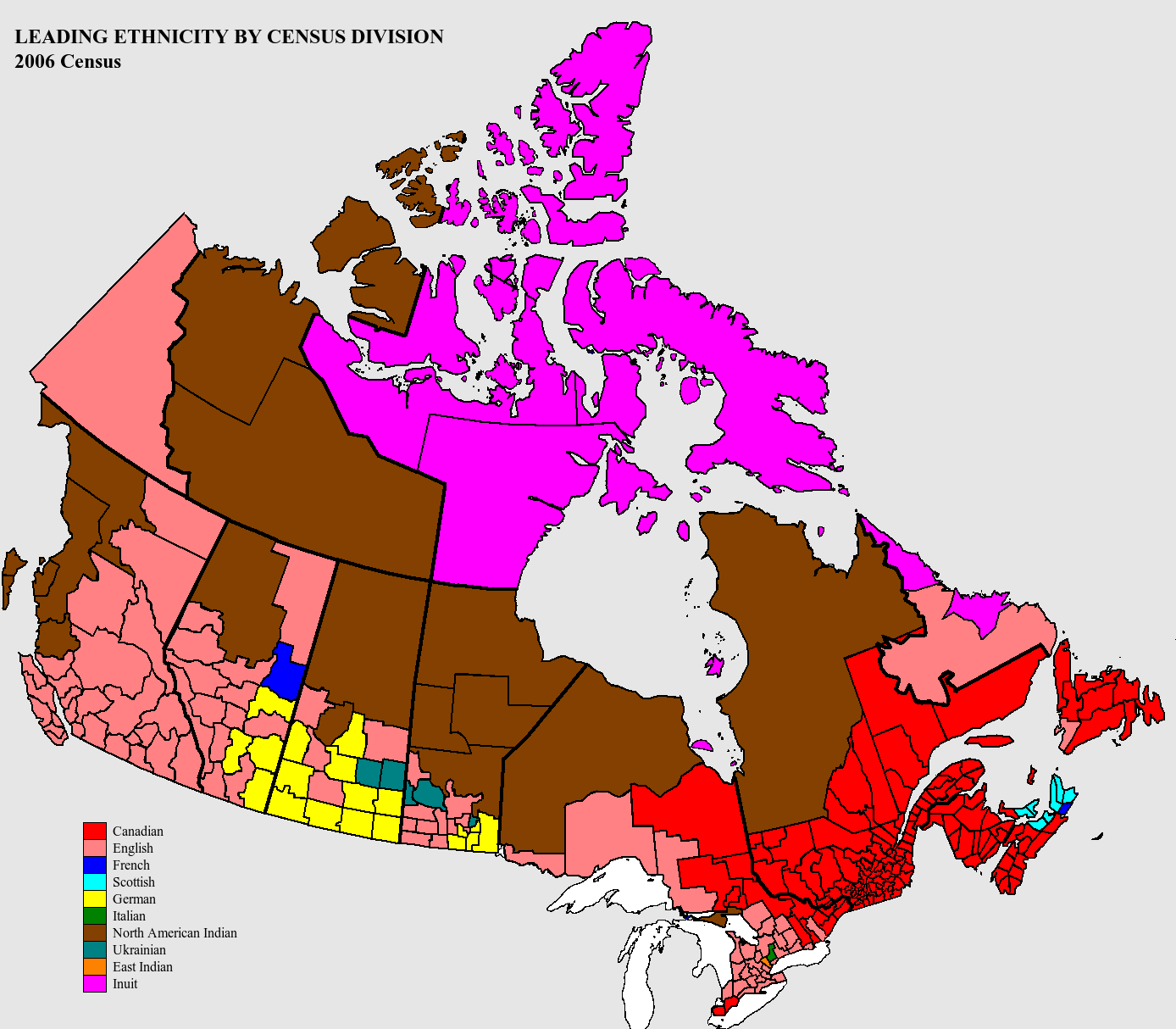
加拿大原住民主要分布區域（2006年）
第一民族
因努特

加拿大統計局紀錄在加拿大人口調查中，表態具有原住民身份的人。
| 省/州                                                                  | 人數      | 人口的百分比 | 全國原住民人口的百分比 |
| ---------------------------------------------------------------------- | --------- | ------------ | ---------------------- |
| 紐芬蘭和拉布拉多                                                       | 23,450    | 5            | 2                      |
| 愛德華王子島省                                                         | 1,730     | 1            | 0.1                    |
| 新斯科舍省                                                             | 24,175    | 3            | 2                      |
| 新不倫瑞克省                                                           | 17,655    | 2            | 2                      |
| 魁北克省                                                               | 108,430   | 1            | 9                      |
| 安大略省                                                               | 242,495   | 2            | 21                     |
| 马尼托巴省                                                             | 175,395   | 15           | 15                     |
| 薩斯喀徹溫省                                                           | 141,890   | 15           | 12                     |
| 亞伯達省                                                               | 188,365   | 6            | 16                     |
| 不列顛哥倫比亞省                                                       | 196,075   | 5            | 17                     |
| 育空地區                                                               | 7,580     | 25           | 0.6                    |
| 西北地區                                                               | 20,635    | 50           | 2                      |
| 努納武特                                                               | 24,920    | 85           | 2                      |
| 加拿大                                                                 | 1,172,790 | 4            | 100.0                  |
| 資料來源：2006年人口普查（页面存档备份，存于）, （页面存档备份，存于） |           |              |                        |

## 國家原住民節
自從1996年之後，加拿大全國原住民日（6月21日）已成為全國慶祝的正式節日。

## 重要法律文獻
《1763年英皇文告》：确定第一民族的权利。
1763-1921：政府与第一民族陆续签定条约（Treaties）以分享土地及资源。
《1867年宪法法令》（91条24款）：要求联邦政府保障印地安并划设印地安保留区（Lands Reserved for Indians）。
《1876年印地安法令》（Indian Act）：架构国家与印地安的管理关系。
《1982年宪法法令》（35条）：确定原住民族权及条约权（Treaty Rights）。（所谓「条约权利」，包括对于过去以签定条约的承认及未来订定条约的权利）。
補充：最高法院的判决不断重新定义彼此关系的实质内涵，使其更宽广且更具实质内涵（例如以下判决均具有指标性意义：1973年承认原住民族对传统土地的权利、1985年信托责任、1990年原住民权、1998 年原住民命名权、1999年选举权、2000年历史条约的承认等等）。

## 原住民族
- 齐佩瓦族（Chippewa/Ojibwe/Ashinabe First Nation）
- 克里族（Cree First Nation）
- 甸尼族（Dene First Nation）
- 海达族（Haida First Nation）
- 伊努族（Innu First Nation）
- 夸奇乌托族/夸夸嘉夸族（Kwakuitl/Kwakwaka'wakw First Nation）
- 肋筐恩族/桑吉斯族（Lekwungen/Songhees First Nation）
- 卢比肯族（Lubicon First Nation）
- 密克马克族（Micmac First Nation）
- 摩和克族（Mohawk First Nation）
- 玛斯昆族（Musqueam First Nation）
- 尼斯卡族（Nisga'a First Nation）
- 努特卡族（Nootka/Nuu-chah-nulth First Nation）
- 薩利希族（Salish First Nation）
- 蕭尼族（Shwanee First Nation）
- 苏夸密许族（Squamish First Nation）
- 特林基特族（Tlingit First Nation）

## 知名人物
- 基努·里维斯 夏威夷人 演员
- 仙妮亞·唐恩 齐佩瓦人 歌手
- Robbie_Robertson（英语：罗比·罗伯逊） 克里人 歌手
- Chief_Dan_George（英语：丹·乔治酋長） 撒利希人 演员
- Tecumseh（英语：特科抹） 蕭尼人 军人
- 路易斯·瑞尔 梅蒂人(Metis) 政治家
- Ovide_Mercredi（英语：欧斐德） 克里人 政治家
- 格雷厄姆·格林 摩和克人 演员
- Kashtin（英语：卡式屯） 伊努人 音乐家
- Susan_Aglukark（英语：苏珊·阿格露卡克） 甸尼人 歌手
- Bill_Reid（英语：比尔·雷德） 海达人 艺术家
- Ethel_Blondin-Andrew（英语：埃塞尔·布隆丹-安得茹） 甸尼人 政治家

## 延伸閱讀
- Katherine Barber, editor (2004). The Canadian Oxford Dictionary, Second Edition. Toronto, Oxford University Press. ISBN 0-19-541816-6.

## 外部連結
- The Canadian Museum of Civilization - First Peoples Section
- Aboriginal Canada Portal
- Comprehensive Claims (Modern Treaties) in Canada - Indian and Northern Affairs Canada
- Aboriginal Perspectives educational Web site
- Report of the Royal Commission on Aboriginal Peoples
- Naming guidelines（页面存档备份，存于） of the Government of Canada（页面存档备份，存于）'s Department of Indian and Northern Affairs（页面存档备份，存于）
- Map of historical territory treaties with Aboriginal peoples in Canada
- CBC Digital Archives - The Battle for Aboriginal Treaty Rights（页面存档备份，存于）
- Collection of Historical Images of the Canadian kwakiutl Natives
- A History of Aboriginal Treaties and Relations in Canada（页面存档备份，存于） This site includes links to digitized primary sources and summaries of primary source documents, such as treaties.
- Chart of Aboriginal population according to their percentage of the total population in Canada, provinces and territories（页面存档备份，存于） - 2001 Census, Statistics Canada
- First Nations Studies Essays
- First Nations Seeker（页面存档备份，存于）
- Aboriginal Virtual Exhibits from Canadian Museums

1. ↑  不包括香港人和台灣人